# Кенерал
Кенерал (каз. Кеңарал) — село в Фёдоровском районе Костанайской области Казахстана. Административный центр Косаральского сельского округа. Код КАТО — 396851100.
Центр исторической Кенеральской волости, существовавшей во второй половине XIX — в первой четверти XX веков на территории Тургайской области Российской империи, позднее Кустанайской губернии РСФСР.

## Население
В 1999 году население села составляло 1634 человека (810 мужчин и 824 женщины). По данным переписи 2009 года, в селе проживали 982 человека (482 мужчины и 500 женщин). По данным переписи 2021 года, в селе проживал 781 человек (401 мужчина и 380 женщин).